# Ашротт, Пауль Феликс
Пауль Феликс Ашротт (нем. Paul Felix Aschrott; 13 мая 1856, Кассель — 31 октября 1927, Берлин) — немецкий юрист, судья, реформатор уголовного права, реформатор социального права , писатель
, публицист. Доктор права (1877) и философии (1886).
Один из самых влиятельных теоретиков благосостояния своего времени.

## Биография
Сын богатого еврейского текстильного фабриканта и банкира Зигмунда Ашротта (1826—1915). В 1874 году начал изучать право в Лейпцигском университете. С 1874 по 1876 год учился в Гейдельберге, с 1876 по 1877 год в Берлинском университете. В 1877 году получил докторскую степень в Лейпциге. Работал чиновником по правовым вопросам, а с 1883 года — заседателем окружных судов Кёпеника и Берлина.
На раннем этапе участвовал в реформе социального и уголовного права. В 1884—1885 годах предпринял поездку в Англию и сообщил, среди прочего, о плохом законодательстве и плохом управлении, трудовых проблемах, юридической подготовке и тюрьмах в Великобритании.
С 1887 года работал судьёй в Германии.
Публиковал статьи труды на темы общественно-политического и уголовного права, в том числе по преступности среди несовершеннолетних, социальном образовании несовершеннолетних, общественном жилье. Работал в комиссиях по реформе уголовного процесса.
Совместно с Францем фон Листом издал в 1910 году книгу «Реформа имперского уголовного кодекса», а в 1926 году — с Эдуардом Кольраушем «Реформа уголовного права».
Совместно с Ф. Фон Листом был соучредителем и членом правления международного союза криминалистов, тайным советником юстиции.
Завещал две трети своего состояния, составляющего почти три миллиона рейхсмарок, двум фондам, предназначенным для помощи городу Касселю и его гражданам.

## Избранные труды
- «Entwickelung der Armengesetzgebung und der heutigen Armenverwaltung in England» (Лпц., 1885);
- «Arbeiterwohnungsfrage in England» (1885);
- «Universitätswesen und insbesondere die Ausbildung der Juristen» (Б., 1887);
- «The English Poor-Law System» (1888);
- «Aus dem Strafen- u. Gefängnisswesen Amerikas» (Гамб., 1889);
- «Die amerikanische Trusts als Weiterbildung der Unternehmerverbände» (Тюбинген, 1889);
- «Ersatz kurzzeitiger Freiheitsstrafen» (Гамб., 1890);
- «Errichtung und Verwaltung grosser Arbeitsmietshäuser in Berlin» (1890);
- «Behandlung der verwahrlosten und verbrecherischen Jugend» (Берлин, 1892);
- «Reform des Strafverfahrens» (Берл., 1895;
- «Volksbibliothek und Volkslesehalle» (Берл., 1896);
- «Strafen und Gefängnisswesen in England» (Берл., 1897);
- «Die neuen Grundsätze über den Vollzug von Freiheitsstrafen in Deutschland» (1898);
- «Entwickelung des Armenwesens in England seit 1885» (Лпц., 1898);
- «Die Fürsorge für Strafentlassene in England» (1899);
- «Die Zwangserziehung Minderjähriger» (1900).